# Кнежевич, Срджан
Срджан Кнежевич (серб. Срђан Кнежевић, 19 января 1958, Тврдимичи — 7 августа 1998, Пале) — боснийский сербский военный деятель, командир интернационального отряда «Белые волки» в годы Боснийской войны, после войны заместитель начальника Центра общественной безопасности Восточного Сараево (ныне начальника сараевской полиции).

## Биография
Родился 19 января 1958 в Тврдимичах. Окончил начальную школу в Тилаве и среднюю в Сараево. К началу Югославских войн служил в Югославской народной армии, в 6-й Ликской бригаде на Плитвицких озёрах. Весной 1992 года перешёл в МВД Республики Сербской, а после образования вооружённых сил вступил в Яхоринский батальон Сараевско-Романийского корпуса.
После гибели командира батальона Срджан возглавил батальон в феврале 1993 года, с 22 февраля командовал отрядом специального назначения «Белые волки». 16 мая 1995 ранен в боях за Дебели-Брд, но при этом отказался снимать с себя обязанности командира. Вплоть до весны 1996 года командовал «Волками». Пользовался авторитетом как закалённый в боях полевой офицер. Во внутриполитическом раскладе он выступал в поддержку Биляны Плавшич и министра внутренних дел Милована Станковича.
После войны стал заместителем начальника Центра общественной безопасности Источно-Сараево.
7 августа 1998 в боснийском Пале Срджан Кнежевич был убит неизвестными. Убийство до сих пор остаётся нераскрытым. Шеф полиции Республики Сербской Л. Савич по горячим следам задержал ряд лиц, но вскоре некоторые из них были отпущены по требованию международных структур, обвинили самого Савича в пытках и уже 14 сентября Верховный представитель по Боснии и Герцеговине лишил его поста с запретом занимать должности в МВД. Савич считал организатором убийства Кнежевича Момчилу Краишника. В конце июля 1998 года Кнежевич, расследуя деятельность торговых компаний «Центртекс» и «Селектимпекс», вызвал на допрос одного из руководителей этих фирм — Милована Бьелицу. Краишник на правах члена президиума Боснии потребовал немедленно прекратить уголовное преследование Бьелицы, а когда Кнежевич отказался это сделать, пригрозил тому расправой. Сам Савич был убит в 2000 году.
В городе Пале был установлен памятник Срджану Кнежевичу.